# Xerver
Xerver är en gratis webb- och FTP-server skriven i Java av Omid Rouhani. Den är tillgänglig under GNU GPL licens.